# Arbeitskosten
Arbeitskosten sind allgemein die Kosten des Produktionsfaktors Arbeit und speziell eine volkswirtschaftliche Kennzahl, mit der die Kosten einer Arbeitskraft gemessen werden.

## Allgemeines
In der Betriebswirtschaftslehre versteht man unter Arbeitskosten die Lohn- und Gehaltskosten (direkte Arbeitskosten) sowie die auf gesetzlichen und freiwilligen Leistungen des Arbeitgebers beruhenden Sozialkosten (Arbeitgeberanteile zur Sozialversicherung sowie die Aufwendungen für die Entgeltfortzahlung im Krankheitsfall), Aufwendungen für die betriebliche Altersversorgung, Urlaubsgelder, Beihilfen, Zulagen und Zuschläge (Lohnnebenkosten). Zu den direkten Arbeitskosten zählen alle Kosten, die unmittelbaren Einkommenscharakter haben und als Entlohnung direkt den Arbeitnehmern zufließen, also Löhne und Gehälter, Sachbezüge, Beihilfen, Entgeltfortzahlung im Krankheitsfall, Urlaubsgelder, Zulagen oder Zuschläge. Zu den indirekten Arbeitskosten gehören jene Aufwendungen des Arbeitgebers, die keinen oder lediglich mittelbaren Einkommenscharakter aufweisen wie Sozialversicherung oder betriebliche Altersversorgung. In diesem Sinne stimmen die Arbeitskosten mit der betrieblichen Kostenart Personalkosten überein. Je nach Wirtschaftszweig können die Arbeitskosten die Produktionskosten übersteigen (beispielsweise in der Textilindustrie) oder relativ unbedeutend sein (Halbleiterproduktion).

## Volkswirtschaftslehre
Als volkswirtschaftliche Kennzahl werden die so ermittelten Arbeitskosten {\displaystyle A_{k}} durch die Zahl der jährlich geleisteten Arbeitsstunden {\displaystyle A_{h}} dividiert, so dass sich die Kennzahl der „Arbeitskosten pro Arbeitsstunde“ {\displaystyle Ah} ergeben:
{\displaystyle {\text{Ah}}={\frac {A_{k}}{A_{h}}}}.
Diese Kennzahl ermöglicht einen Vergleich der Veränderung der Arbeitskosten im Rahmen einer Zeitreihenanalyse. Ein internationaler Vergleich zeigt, in welchen Staaten die Arbeitskosten am niedrigsten (Niedriglohnland) und am höchsten (Hochlohnland) sind. Alfred Weber zufolge (1909) beeinflussen die drei Standortfaktoren Transportkosten, Arbeitskosten und Agglomerationsvorteile die Standortwahl, wobei die Transportkosten im System von Weber eine zentrale Stellung einnehmen. Sie sind der wichtigste Faktor zur Bestimmung des optimalen Standorts.

## Arbeitskosten pro Stunde in Deutschland
Die Arbeitskosten je Stunde sind die jährlichen Arbeitskosten dividiert durch die Zahl der während des Jahres geleisteten Arbeitsstunden.
| Jahr | Euro  |
| ---- | ----- |
| 1996 | 22,39 |
| 1997 | 22,77 |
| 1998 | 23,03 |
| 1999 | 23,46 |
| 2000 | 24,33 |
| 2001 | 24,92 |
| 2002 | 25,45 |
| 2003 | 26,05 |
| 2004 | 26,17 |
| 2005 | 26,43 |
| 2008 | 27,90 |
| 2012 | 30,50 |
| 2015 | 32,30 |
| 2016 | 32,80 |
| 2017 | 33,80 |
| 2018 | 34,60 |

## Internationaler Vergleich
Arbeitskosten je geleisteter Stunde in den Jahren 2007, 2017 und 2018:
| Land           | 2007  | 2017  | 2018  |
| -------------- | ----- | ----- | ----- |
| EU gesamt      | 22,80 | 26,70 | 27,40 |
| Dänemark       | 35,00 | 42,80 | 43,50 |
| Schweden       | 33,40 | 38,10 | 36,60 |
| Belgien        | 33,10 | 39,10 | 39,70 |
| Luxemburg      | 32,70 | 39,90 | 40,60 |
| Frankreich     | 31,90 | 34,90 | 35,80 |
| Niederlande    | 29,29 | 35,10 | 35,90 |
| Deutschland    | 29,10 | 33,80 | 34,60 |
| Österreich     | 28,50 | 33,00 | 34,00 |
| Finnland       | 28,30 | 33,20 | 33,60 |
| Großbritannien | 27,90 | 26,80 | 27,40 |
| Irland         | 25,50 | 31,20 | 32,10 |
| Italien        | 24,50 | 27,70 | 28,20 |
| Spanien        | 18,30 | 21,20 | 21,40 |
| Polen          | 6,70  | 9,50  | 10,10 |
| Rumänien       | 3,90  | 6,20  | 6,90  |
| Bulgarien      | 2,10  | 5,00  | 5,40  |

Typische europäische Niedriglohnländer sind demnach Bulgarien, Rumänien oder Polen. Auch die in der Liste nicht enthaltenen Litauen (9,00 €/Stunde), Lettland (9,30) oder Ungarn (9,20) sind hinzuzurechnen. Je weiter östlich ein Staat liegt, umso mehr gehört er zu den Niedriglohnländern. Typische Hochlohnländer sind weltweit (2015) die Schweiz (58,13 €/Stunde), gefolgt von Norwegen (59,28), Belgien (43,20), Dänemark (42,77), Schweden (41,14), Deutschland (38,99), Frankreich (37,47), Finnland (36,82), Österreich (36,18), Niederlande (34,99), USA (33,96), Luxemburg (31,27), Irland (30,86), Vereinigtes Königreich (30,03) oder Kanada (27,98).
In der europäischen Automobilindustrie führte 2013 mit 43,40 €/Stunde die deutsche Automobilindustrie, gefolgt von Schweden (47,30), Frankreich (46,70), Italien (29,70), Spanien (26,70) oder England (24,50).
Durch den überproportionalen Anstieg der Lohnnebenkosten in den Industriestaaten werden auch bei moderater Entwicklung der Nettoeinkünfte die Arbeitskosten weiter steigen. Dieser Anstieg wird z. B. durch die Überalterung und die Fortschreibung sozialer Ansprüche wie Krankenversicherung, Betriebsrenten u. ä. getrieben.
Im internationalen Vergleich des Standortfaktors Arbeitskosten liegt Deutschland einer Untersuchung des ZEW im Auftrag der Stiftung Familienunternehmen zufolge auf Rang 17 von 21 OECD-Ländern. Die niedrigsten Arbeitskosten weisen die osteuropäischen Länder sowie Portugal auf. 